# Parc Submergit de Gaiola
El Parc Submergit de Gaiola (en italià Parc sommerso di Gaiola) és una petita àrea marina protegida de Nàpols, a l'estat d'Itàlia. Són 42 hectàrees de mar envoltant l'illa de la Gaiola, des de Marechiaro a la badia de Trentaremi.

## Territori
El parc es troba en el paisatge costaner del barri de Posillipo, a prop del centre de Nàpols. Té la peculiaritat d'unir elements vulcanològics, arqueològics i biològics. En el llit marí es poden observar restes d'un port, nimfeus i vivers de peixos actualment submergits a causa del bradisisme. Gran part d'aquests vestigis pertanyien a la vila imperial de Pausilypon (segle I abans de la nostra era).
El parc té també importància biològica: l'extrema complexitat geomorfològica dels fons i la vitalitat de les aigües, garantida pel favorable sistema de circulació costanera, han permès la presència de moltes comunitats biològiques marines típiques de la Mediterrània.